# Dolichandrone arcuata
Dolichandrone arcuata là một loài thực vật có hoa trong họ Chùm ớt. Loài này được (Wight) C.B.Clarke mô tả khoa học đầu tiên năm 1884.